# Csikorgófű
A csikorgófű vagy csikorka (Gratiola officinalis) az útifűfélék (Plantaginaceae) családjába tartozó Gratiola nemzetség egyetlen hazai képviselője. A népnyelven ma is ismerik a kegyelemfű, istenharagja, istenkegyelme neveken, amelyeket a középkori latin nevekre lehet visszavezetni: gratia Dei (istenkegyelme), herba angelica (angyalfű), herba bona (jó fű), herba diabolica (ördögi fű).
Mocsárréteken, mocsarakban, iszaptársulásokban és szikeseken fordul elő, fehér vagy piros virágú évelő.
Szívserkentő, epe-, has- és vizelethajtó forrázatát vese-, hólyag-, reumás és ízületi bántalmak ellen használták valamikor, ma már inkább csak az állatgyógyászatban alkalmazzák.
E kettős érzelmet valószínűleg a feltalálási helyek és a gyógyhatás közti kontraszt okozta. A középkori értelmezés szerint a csikorgófű a rossz szellem, a rontás, a kárhozat jelképe, valószínűleg mert termőhelyét a gonosz szellemek lakóhelyének tartották. Az istenkegyelme, kegyelemfű elnevezés mögött pedig a kitapasztalt gyógyhatás lehet.
Erősen mérgező hatású is lehet, ezért háziszerként, teakészítésre nem alkalmas. Használata kizárólag orvosi rendelvényre, és az orvos felügyelete mellett javasolt.